# Babuyan
Babuyan, auch Babuyan Island, ist eine Insel in der Provinz Cagayan auf den Philippinen. Sie ist die nördlichste der Babuyan-Inseln und liegt etwa 125 km vor der Nordküste der Insel Luzon, in der Luzonstraße. 
Laut PNAS-Inseldatenbank hat die Insel Babuyan eine Fläche von 74,39 km².
Sie wird von der Stadtgemeinde Calayan verwaltet und bildet eines ihrer zwölf Baranggays.
Auf Babuyan liegen aktive Vulkane, etwa der Babuyan Claro und der Smith-Vulkan.